# Synanthedon astyarcha
Synanthedon astyarcha is een vlinder uit de familie wespvlinders (Sesiidae), onderfamilie Sesiinae.
Synanthedon astyarcha is voor het eerst wetenschappelijk beschreven door Meyrick in 1930. De soort komt voor in het Afrotropisch gebied.